# Greenwich Island

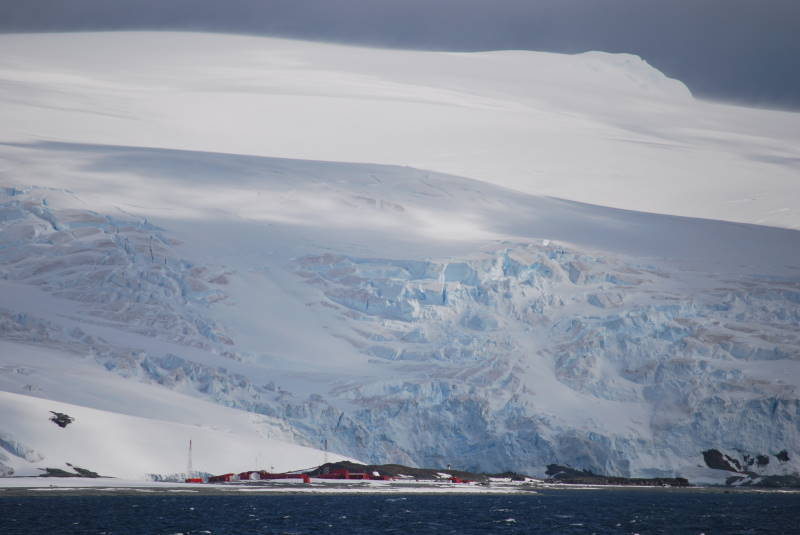
Chilijska stacja antarktyczna na Greenwich Island – Capitán Arturo Prat (2010)

Greenwich Island (znana również jako: Sartorius Island, Остров Березина) – wyspa pomiędzy Robert Island a Wyspą Livingstona w archipelagu Szetlandów Południowych. 

## Nazwa
Nie do końca wiadomo czy nazwa wyspy pochodzi od londyńskiego Greenwich, czy od amerykańskiego miasta Greenwich w stanie Connecticut, skąd pochodzili poławiacze fok penetrujący region Szetlandów Południowych na początku XIX wieku. Nazwa Greenwich Island pojawiła się po raz pierwszy w 1821 roku i weszła do międzynarodowego użytku .
Wyspa nazywana była również Sartorius Island na cześć kapitana George’a Sartoriusa (1790–1885) – dowódcy slupa wojennego HMS Avon, na którym służył James Weddell (1787–1834) . 
Rosyjska ekspedycja antarktyczna Fabiana Bellingshausena (1778–1852), która zmapowała wyspę, nazwała ją Остров Березина od rzeki Berezyny płynącej przez obecną Białoruś, gdzie w 1812 roku wojska carskie pokonały armię Napoleona . 
Wcześniejsza chilijska nazwa wyspy to Isla Presidente González Videla, nadana na cześć prezydenta Chile Gabriela Gonzaleza Videli (1898–1980), który w lutym 1948 roku odwiedził chilijskie antarktyczne stacje badawcze .   

## Geografia
Greenwich Island leży pomiędzy Robert Island a Wyspą Livingstona w archipelagu Szetlandów Południowych. Od Robert Island oddziela ją English Strait, a od Wyspy Livingstona – McFarlane Strait. Ma ok. 24 km długości, a jej szerokość waha się od 0,8 km do 10 km. 
W jej północno-wschodniej części znajdują się dwie bazy: chilijska, Capitán Arturo Prat i ekwadorska, Pedro Vicente Maldonado.
Obszar naturalnego portu Yankee Harbour stanowi ostoję ptaków IBA z uwagi na obecność dużej populacji pingwina białobrewego . Występują tu  stanowiska śmiałka antarktycznego i kolobanta antarktycznego  – obydwa jedyne rodzime gatunki roślin naczyniowych występujących w Antarktyce. Na plażach Yankee Harbour spotkać można mirungi południowe, weddelki arktyczne i kotiki antarktyczne .

## Historia
Greenwich Island została po raz pierwszy pobieżnie zmapowana przez poławiaczy fok penetrujących region Szetlandów Południowych na początku XIX wieku . Pojawiła się jako cześć jednego lądu wraz z wyspami Robert Island i Nelson Island oraz Wyspą Króla Jerzego na mapie Bransfielda w 1820 roku . 
Po raz pierwszy ukazana jako wyspa na mapie Goddarda z 1821 roku . Następnie ponownie zmapowana przez rosyjską ekspedycję antarktyczną , która potwierdziła jej insularny charakter. 
W listopadzie 1820 roku amerykański kapitan Nathaniel Palmer (1799–1877) odkrył na Greenwich Island naturalny port Yankee Harbour, z którego zaczęli korzystać amerykańscy poławiacze fok. W lutym 1821 roku z Yankee Harbour wyruszył amerykański łowca fok John Davis (1784–?), który jako pierwszy miał wylądować na kontynencie Antarktydy. W 1893 roku do portu dotarł norweski wielorybnik Carl Anton Larsen (1860–1924). 
6 lutego 1947 roku na półwyspie Guesalaga Peninsula otwarto chilijską stację meteorologiczną – była to pierwsza chilijska stacja antarktyczna. Początkowo nosiła nazwę Soberìana, by później otrzymać nazwę na cześć bohatera narodowego Chile Arturo Prata (1848–1879). W sezonie 1952/1953 Chilijczycy wybudowali w Yankee Harbour chatę. 
Wyspa została sfotografowana z powietrza przez Falkland Islands and Dependencies Aerial Survey Expedition (FIDASE) w latach 1956–1957 .
W marcu 1990 roku Ekwadorczycy otworzyli w Port Fort Williams swoją stację – Maldonado.

## Historyczne miejsca i pomniki w Antarktyce
Na wyspie znajduje się pięć obiektów objętych ochroną jako historyczne miejsca i pomniki w Antarktyce:
- Monolit koło bazy Prat – betonowy monolit postawiony w 1947 roku obok stacji Capitán Arturo Pra; punkt referencyjny dla chilijskich służb hydrograficznych;
- Schronienie González Pacheco – schronienie i krzyż w pobliżu bazy Arturo Prat, nazwane na cześć Gonzáleza Pacheco, chilijskiego dowódcy stacji, który zmarł na posterunku w 1960 roku;
- Popiersie Arturo Prata – popiersie chilijskiego bohatera narodowego Arturo Prata, ustawione na stacji nazwanej jego imieniem;
- Figura NMP z Góry Karmel – figura Najświętszej Maryi Panny z Góry Karmel, patronki Chile oraz drewniany krzyż koło stacji Arturo Prat;
- Tablica MacFarlane’a – tablica pamiątkowa ku czci kapitana Andrew MacFarlane’a, który w 1820 badał Półwysep Antarktyczny.